# Arvède Barine
Pour les articles homonymes, voir Bouffé.
Louise-Cécile Bouffé, dite Arvède Barine (ou encore Mme Charles Ernest Vincens), née à Paris le 17 novembre 1840 et morte à Paris 17e le 14 novembre 1908, est une historienne et critique littéraire française.

## Biographie
Elle publie des ouvrages historiques et des biographies littéraires, dont certains font date et sont traduits en anglais, notamment ses études sur la Grande Mademoiselle et sur Alfred de Musset et George Sand. Elle écrit des articles d'histoire et de critique littéraire, contribue à de nombreuses revues, dont la Revue bleue, la Revue des deux Mondes, la Revue politique et littéraire, La Nouvelle Revue, le Journal des débats, Le Figaro et la Revue de Paris.
Elle fait partie du premier jury du prix Femina en 1905.
Proche pendant longtemps de la pédagogue Marie Souvestre, leur amitié ne résiste pas à l'affaire Dreyfus, Arvède Barine étant du parti des anti-dreyfusards et en opposition totale avec les convictions de Marie.
Elle épouse Charles Vincens, directeur au ministère de l'Intérieur, d'une famille de banquiers rochelais, neveu du banquier Théophile Babut, adjoint au maire de La Rochelle, conseiller général de la Charente-Inférieure et président de la Chambre de commerce de La Rochelle.

## Hommages et distinctions
Elle est chevalière de la Légion d'honneur (décret du 2 janvier 1904) et lauréate du prix Botta en 1888, du prix d'éloquence en 1890, du prix Vitet en 1894 et du prix Estrade-Delcros en 1901 de l'Académie française. 
Une rue Arvède-Barine à La Rochelle en Charente-Maritime, d'où son mari est originaire lui rend hommage, ainsi qu'à Louveciennes dans les Yvelines.

## Publications
- L'Œuvre De Jésus-Ouvrier. Les Cercles catholiques, origines, organisation, action (1879)
- Portraits de femmes. Madame Carlyle. George Eliot. Un couvent de femmes en Italie en XVIe siècle. Psychologie d'une sainte. Sophie Kovalewski (1887)
- Essais et Fantaisies (1888)
- Princesses et grandes dames. Marie Mancini. La Reine Christine. Une princesse arabe. La duchesse du Maine. La margrave de Bayreuth (1890) Texte en ligne
- Alfred de Musset (1891) Texte en ligne
- Bernardin de Saint-Pierre (1891)
- Bourgeois et gens de peu. Un juif polonais  (Salomon Maimon). Bourgeois d'autrefois (la famille Goethe). Une âme simple (mémoires d'un illettré). Un évadé de la civilisation (John Nelson). Les Gueux d'Espagne (Lazarillo de Tormes) (1894) Texte en ligne
- Névrosés : Hoffman, Quincey, Edgar Poe, G. de Nerval (1898) Texte en ligne
- Saint François d'Assise et la légende des trois compagnons (1901)
- La Jeunesse de la Grande Mademoiselle (1627-1652) (1901) Texte en ligne
- Louis XIV et la Grande Mademoiselle (1652-1693) (1905)
- Madame, mère du Régent, 1652-1722, ouvrage posthume complété par Louis Batiffol (1909)

Traductions
- Herbert Spencer : Introduction à la science sociale (1874) Texte en ligne
- Léon Tolstoï : Souvenirs : enfance, adolescence, jeunesse (1886) Texte sur Wikisource